# Гоєрсен
Гоєрсен (нім. Heuerßen) — громада в Німеччині, розташована в землі Нижня Саксонія. Входить до складу району Шаумбург. Складова частина об'єднання громад Ліндгорст.
Площа — 3,97 км2. Населення становить 901 ос. (станом на 31 грудня 2021).

## Галерея

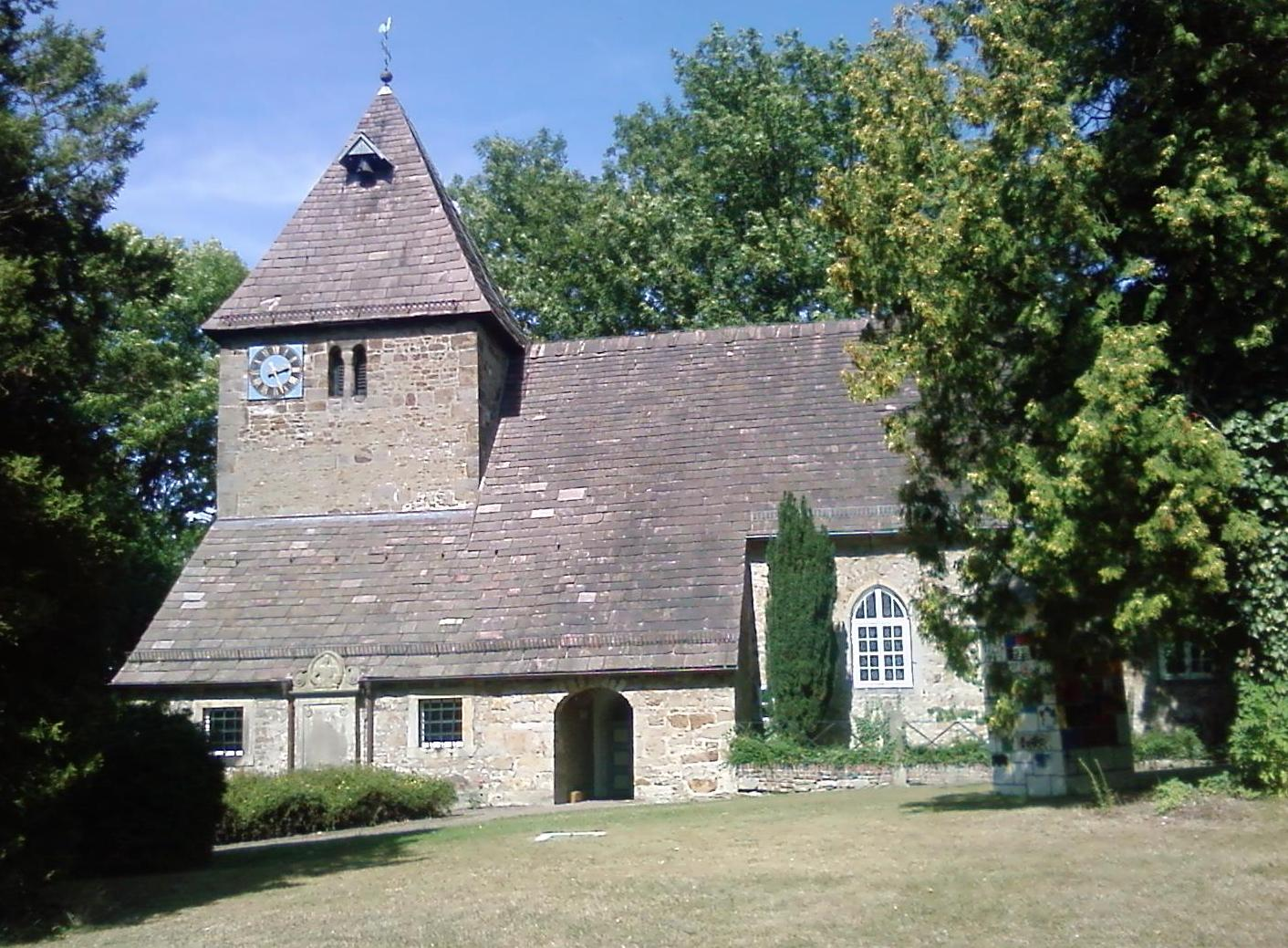